# Variation der Geschlechtsentwicklung durch 5α-Reduktase-2-Mangel

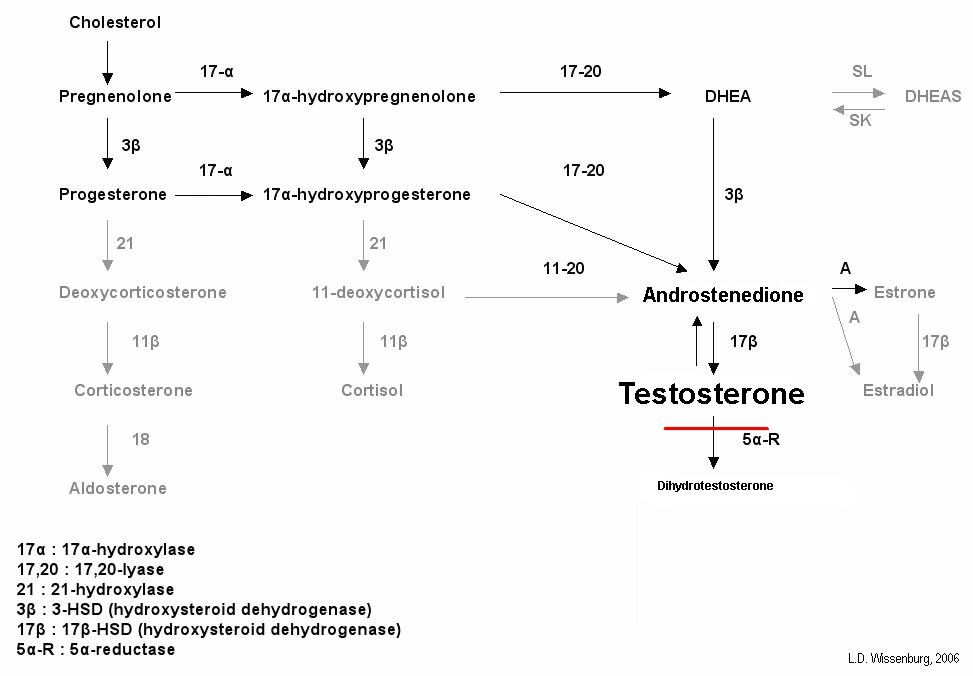
Testosteron-Biosynthese, Pathologie bei 5α-Reduktase-2-Mangel

5α-Reduktase-2-Mangel ist eine autosomal rezessive Erbkrankheit des Menschen, die zu einer Varianz der Geschlechtsentwicklung führen kann. Zugrunde liegt ein Defizit des Enzyms Steroid-5α-Reduktase Typ 2. Betroffene genetisch männliche (XY-) Menschen weisen einen selten männlichen, geschlechtlich unklaren bis zu überwiegend weiblichen Phänotyp auf. Genetisch weibliche (XX) Betroffene bilden keine Symptome aus (geschlechtslimitierte Phänotyp-Ausprägung).
Synonyme sind: 5-Alpha-Reduktase-Mangel; 46,XY DSD durch 5-Alpha-Reduktase-2-Mangel; Pseudohermaphroditismus, männlicher, durch 5-Alpha-Reduktase-2-Mangel; Pseudovaginale perineoskrotale Hypospadie; Steroid-5-Alpha-Reduktase-2-Mangel. Nach der Erstautorin J. Imperato-McGinley wird diese Variation der Geschlechtsentwicklung bei Menschen mit XY-Chromosomen auch als Imperato-McGinley-Syndrom bezeichnet.
Auffällig ist ein regionales Auftreten von 5α-Reduktase-2-Mangel besonders in der Dominikanischen Republik wie auch in der Türkei, Mexiko, Ägypten und Neuguinea.

## Krankheitsbild

Dihydrotestosteron

Die 5α-Reduktase (SRD5) wandelt in den Zielzellen das Geschlechtshormon Testosteron in seine biologisch aktivste Form Dihydrotestosteron (DHT) um. Diese Form gehört zu den Androgenen und ihre Wirkung am betreffenden Androgenrezeptor ist wesentlich stärker als diejenige von Testosteron. Das DHT ist unter anderem für die Bildung der inneren und äußeren männlichen Geschlechtsteile während der Embryonalentwicklung im Mutterleib zuständig.
Unterbleibt durch einen Mangel der Steroid-5α-Reduktase (insbesondere des zweiten Isozyms SRD5A2) die Umwandlung von Testosteron zu DHT, so kann es während der Schwangerschaft bei Föten mit XY-Chromomen zur Bildung einer Hypospadie des Penis kommen, bei dem die äußere Öffnung der Harnröhre im Dammbereich liegt. Bei Föten mit XX-Chromosomen hat der Enzymmangel keinen Einfluss auf die Entwicklung des Körpers.
Biochemisch ist die Testosteron-Konzentration bei Betroffenen niedrig bis normal. Der DHT-Spiegel ist sehr niedrig. Das Verhältnis von Testosteron zu DHT ist somit höher als normal.

## Symptome
Betroffene Menschen mit XY-Chromosomen werden zwar mit Hoden geboren, diese sind allerdings in den ersten Jahren im Körperinneren verborgen (Kryptorchismus). Überwiegend finden sich weibliche äußere Genitalien mit vergrößerter Klitoris oder nur ein kleiner Penis, der mit einer Hypospadie unterschiedlichen Ausmaßes einhergeht.
Beim Einsetzen der Pubertät kommt es dann zur vermehrten Ausschüttung des Sexualhormons Testosteron, und es folgt eine männliche Pubertät. Die bislang im Körperinneren verbliebenen Hoden steigen ab und treten nach außen in einen sich bildenden Hodensack. Die zuvor meist uneindeutige Klitoris oder Mikrophallus vergrößert sich.

## Genetik
Zugrunde liegende Mutationen des 5α-Reduktase-2-Gens (SRD5A2-Gens) sind vielfältig, betreffen aber gehäuft die Genabschnitte Exon 2 und Exon 4. Neben homozygoten Mutationen treten auch unterschiedliche Mutationen in beiden Allelen (Compound-Heterozygotie) auf.

## Soziales
In dem abgelegenen Dorf Las Salinas in der Dominikanischen Republik wurde 1974 ein Auftreten in 12 von 13 Familien belegt. Einer von 90 Männern war betroffen. Alle diese Fälle ließen sich auf einen gemeinsamen direkten Vorfahren zurückverfolgen, weswegen ein Gründereffekt diskutiert wurde. Aus dem Dorf Salinas stammt auch der Begriff Guevedoche oder Guevedoces, was im Spanischen so viel wie „Eier mit 12“ bedeutet (guevas ist ein umgangssprachlicher Ausdruck für Hoden, doce bedeutet zwölf). Manchmal wird sowohl im Englischen als auch auf Deutsch die Erklärung „Penis mit Zwölf“ verwendet. Auch der Begriff Machihembras (buchstäblich „männlich-weiblich“) ist gebräuchlich.
Kinder mit XY-Chromomen und 5α-Reduktase-2-Mangel werden häufig als Mädchen aufgezogen. Manche von ihnen entwickeln eine weibliche Geschlechtsidentität, wohingegen andere zu einem männlichen Geschlecht transitionieren.